# Valandil de Andúnië
Valandil (que significa «amigo de los Valar» o «amante de los Valar» en quenya) es un personaje ficticio que pertenece al legendarium creado por el escritor británico J. R. R. Tolkien y cuya breve historia es narrada en la colección de relatos titulada Cuentos inconclusos de Númenor y la Tierra Media. Es un dúnadan, hijo de Elatan y Silmariën.
Formó parte del Consejo del Cetro del rey Tar-Aldarion de Númenor representando a la región de Andustar y fue el primero de los Señores de Andúnië, una casa nobiliar que se posicionaría años después como la dirigente de los llamados Elendili («amigos de los elfos» en quenya), aquellos númenóreanos que conservaron la amistad con los elfos y seguían siendo fieles a los Valar.
| Predecesor: Ninguno título creado | Señor de Andúnië ¿? - ¿? S. E. | Sucesor: Númendil en algún momento posterior |